# NGC 5176
NGC 5176 (również PGC 47338) – galaktyka eliptyczna (E), znajdująca się w gwiazdozbiorze Panny. Odkrył ją Ernst Hartwig 29 czerwca 1883 roku.